# (2459) Spellmann
(2459) Spellmann (1980 LB1; 1929 TV; 1931 BM; 1931 BO; 1940 WN; 1950 TT1; 1971 UZ1; 1974 HH2; 1979 DU) ist ein ungefähr 18 Kilometer großer Asteroid des äußeren Hauptgürtels, der am 11. Juni 1980 von der US-amerikanischen Astronomin Carolyn Shoemaker auf Aufnahmen der US-amerikanischen Astronomen Eleanor Helin und Schelte John Bus am Palomar-Observatorium am Palomar Mountain etwa 80 Kilometer nordöstlich von San Diego (IAU-Code 675) entdeckt wurde. Er gehört zur Eos-Familie, einer Gruppe von Asteroiden, die nach (221) Eos benannt ist.

## Benennung
(2459) Spellmann wurde nach Leonard Spellmann, dem Vater der Entdeckerin Carolyn Shoemaker, benannt.